# 케빈 포터 주니어
브라이언 케빈 포터 주니어(Bryan Kevin Porter Jr., 2000년 5월 4일~ )는 미국 NBA의 농구 선수이자, 휴스턴 로키츠 소속의 콤보 가드이다. 케빈 포터 주니어는 사우던 켈리포니아 주립대에서 2년간 대학 생활을 보낸 후, 2019년 NBA 신인 드래프트에서 전체 30순위로 밀워키 벅스에 지명되었다. 케빈 포터 주니어는 트레이드를 통해 클리블랜드 캐벌리어스에서 프로 선수 생활을 시작했으며, 2021년 1월 22일 2라운드 지명권을 반대급부로 휴스턴 로키츠로 트레이드되었다. 현재는 신인 제일런 그린과 함께 백코트 듀오를 구성하여 팀의 주전 포인트 가드를 담당하고 있다.

## NBA 경력

### 클리블랜드 캐벌리어스
케빈 포터 주니어는 2019년 NBA 신인 드래프트에서 전체 30순위로 밀워키 벅스에 지명된 이후, 연이은 2번의 트레이드를 통해 클리블랜드 캐벌리어스로 자리를 옮겨 선수 생활을 시작하였다. 그러나, 포터 주니어는 2020년 11월 16일에 총기 소지 혐의로 체포되었으며, 2021년 1월 19일에는 라커룸 내에서 난동을 일으켜 소속팀 내에서 지속적인 잡음을 일으켰다.

### 휴스턴 로키츠
포터 주니어는 2021년 1월 22일 2라운드 지명권과 트레이드되어 휴스턴 로키츠로 자리를 옮기게 되었다. 그는 이적 이후 휴스턴 로키츠의 2군팀인 리오그란데밸리 바이퍼스 소속으로 NBA G 리그에서 뛰면서 주 포지션을 슈팅 가드에서 포인트 가드로 변경하였다. 2021-22 시즌에는 신인 제일런 그린과 함께 백코트 듀오를 구성하여 주전 포인트 가드로 출전하여 많은 출전 시간을 부여받았다.

## 경력 통계

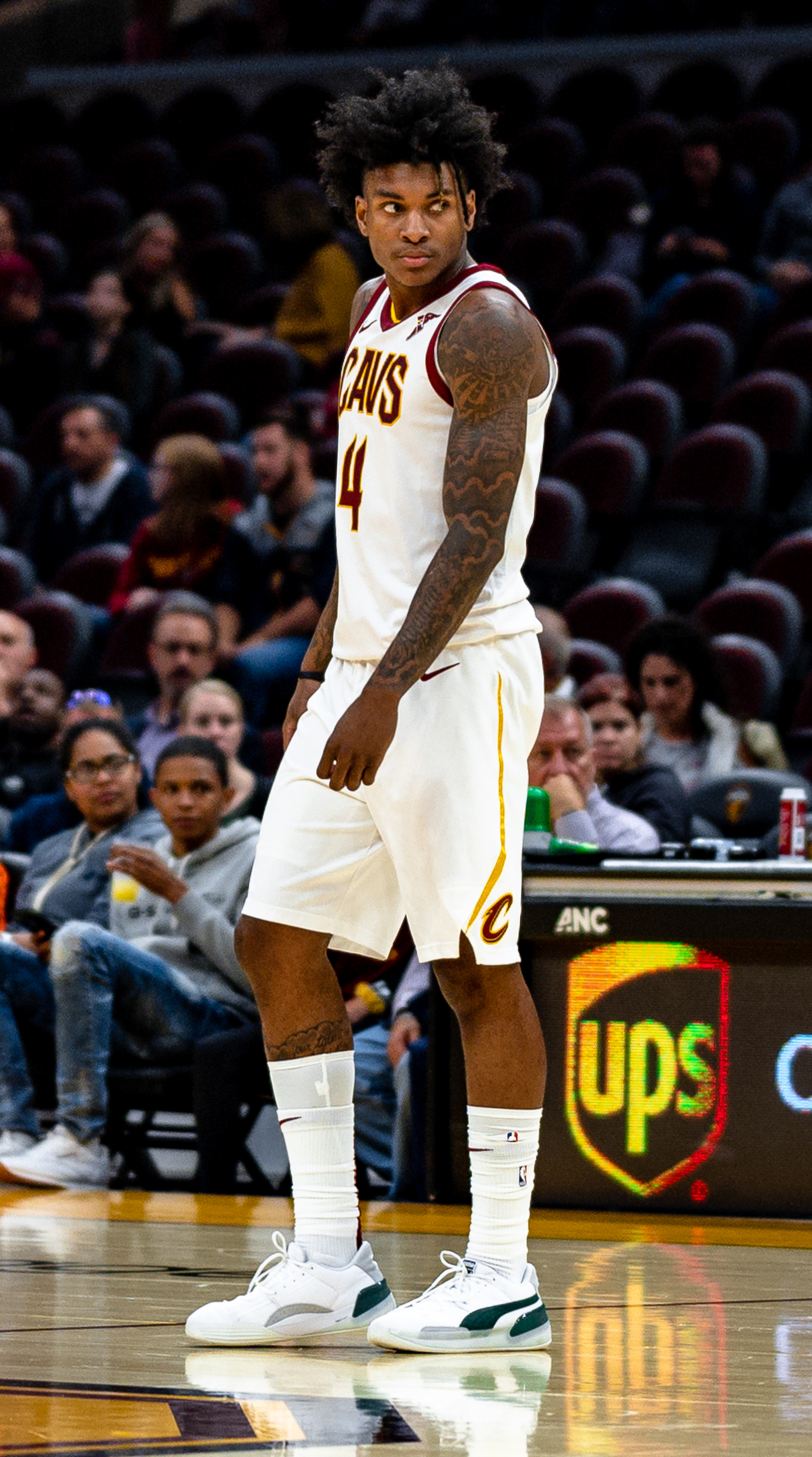
2019년 클리블랜드 캐벌리어스에서의 케빈 포터 주니어

### NBA

#### 정규 시즌
| 시즌    | 팀         | 경기 | 선발 | 출장시간 | 야투% | 3점슛% | 자유투% | 리바운드 | 어시스트 | 스틸 | 블록 | 득점 |
| ------- | ---------- | ---- | ---- | -------- | ----- | ------ | ------- | -------- | -------- | ---- | ---- | ---- |
| 2019-20 | 클리블랜드 | 50   | 3    | 23.2     | .442  | .335   | .723    | 3.2      | 2.2      | .9   | .3   | 10.0 |
| 2020-21 | 휴스턴     | 26   | 23   | 32.1     | .400  | .368   | .734    | 3.8      | 6.3      | .7   | .3   | 16.6 |
| 2021-22 | 휴스턴     | 61   | 61   | 31.3     | .415  | .375   | .642    | 4.4      | 6.2      | 1.1  | .3   | 15.6 |
| 경력    | 경력       | 137  | 87   | 28.5     | .424  | .352   | .686    | 3.9      | 4.7      | 1.0  | .3   | 13.7 |

### NBA G 리그

#### 정규 시즌
| 시즌    | 팀             | 경기 | 선발 | 출장시간 | 야투% | 3점슛% | 자유투% | 리바운드 | 어시스트 | 스틸 | 블록 | 득점 |
| ------- | -------------- | ---- | ---- | -------- | ----- | ------ | ------- | -------- | -------- | ---- | ---- | ---- |
| 2020-21 | 리오그란데밸리 | 15   | 15   | 36       | .448  | .320   | .780    | 6.4      | 7.3      | 1.6  | .5   | 24.1 |

### 대학교
| 시즌    | 팀  | 경기 | 선발 | 출장시간 | 야투% | 3점슛% | 자유투% | 리바운드 | 어시스트 | 스틸 | 블록 | 득점 |
| ------- | --- | ---- | ---- | -------- | ----- | ------ | ------- | -------- | -------- | ---- | ---- | ---- |
| 2018-19 | USC | 21   | 4    | 22.1     | .471  | .412   | .522    | 4.0      | 1.4      | .8   | .5   | 9.5  |

## 수상 내역
- 올 NBA G 리그 퍼스트팀 (2021)
- NBA G 리그 득점왕 (2021)
- NBA G 리그 어시스트 리더 (2021)
- 워싱턴 미스터 바스켓볼 (2018)